# Stamväg 92
Stamväg 92 (finska: Kantatie 92) är en huvudväg i Lappland i norra Finland. Den går mellan Karigasniemi i Utsjoki kommun och Näätämö i Enare kommun. Vägen är 192 kilometer lång och asfalterad.
Vägen mellan Karigasniemi och Kaamanen började byggas på 1930-talet och bygget avslutades 1943–44 under fortsättningskriget av tyska trupper och ryska krigsfångar. Vägen fick anslutning till riksväg 4 mot Helsingfors. Efter att Petsamo förlorats kom riksväg 4 att fortsätta längs nuvarande stamväg 92 till Karigasniemi och sträckan var den nordligaste riksvägssträckningen i Finland fram till 1990-talet. Under 1950-talet byggdes vägen till Utsjoki och efter att Samelandsbron över Tana älv öppnats 1993 leddes riksvägen dit, varvid vägen till Karigasniemi blev stamväg 92. 
Vägen har många raksträckor, men med många höga backar. Den ligger i ett glest befolkat område mellan Muotkanturi ödemarksområde i söder och Paistunturi ödemarksområde, med Kevo naturpark, i norr.
Sträckan mellan Kaamanen och Näätämö som till stora delar byggdes på 1960-talet och är krokigare än den andra delen, var regionalväg 971 till 2016 då den blev en del av Stamväg 92, samtidigt som den norska sträckan mellan Neiden och Europaväg 6 vid Nedre Neiden blev riksväg 92.
Vägen ansluter till:
- Riksväg 92 i Norge (vid Karigasniemi)
- Regionalväg 970 (vid Karigasniemi)
- Europaväg 75/Riksväg 4 (vid Kaamanen)
- Riksväg 92 i Norge (vid Näätämö)

## Bilder

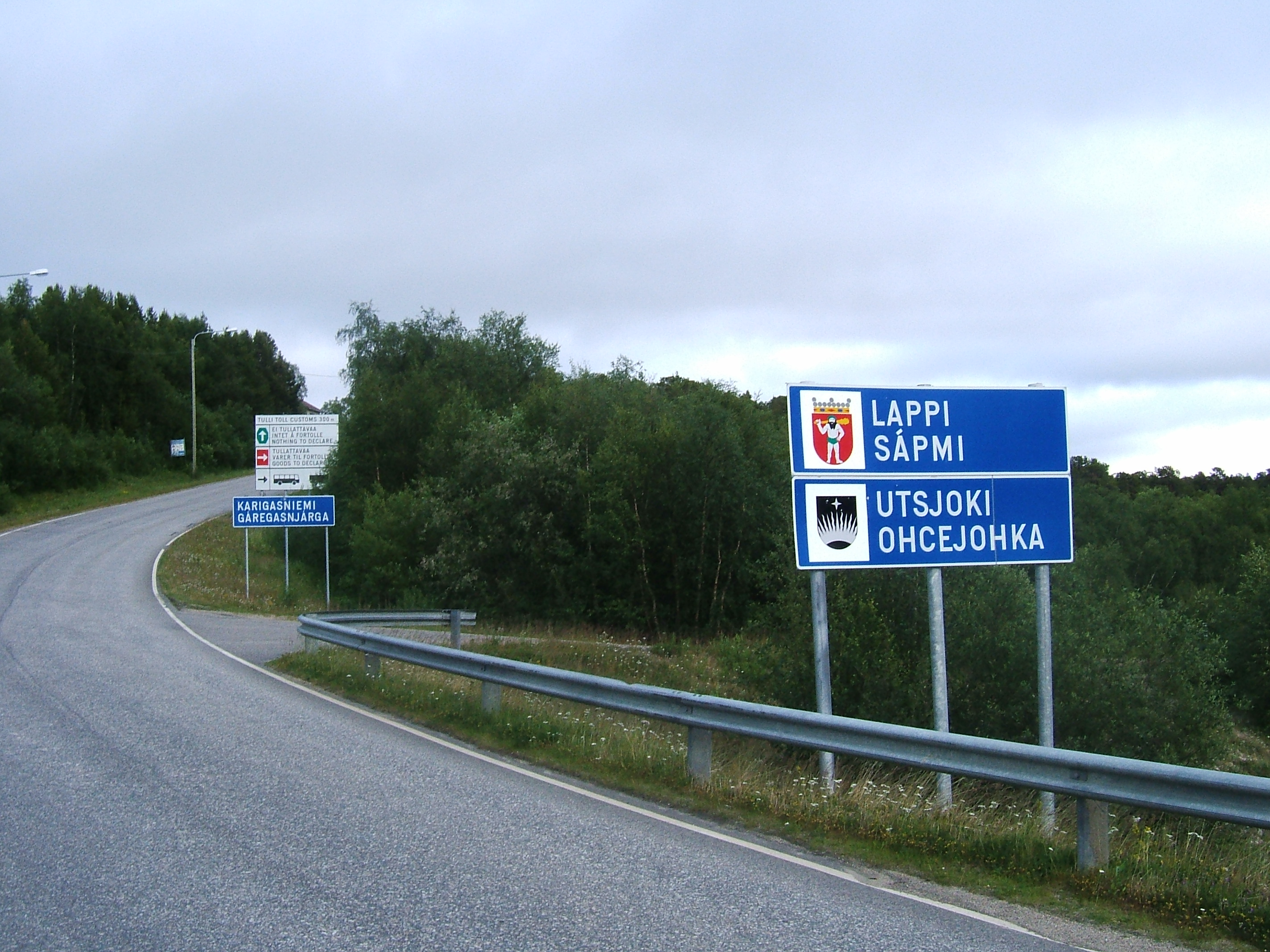
Stamväg 92 vid norska gränsen vid Karigasniemi.
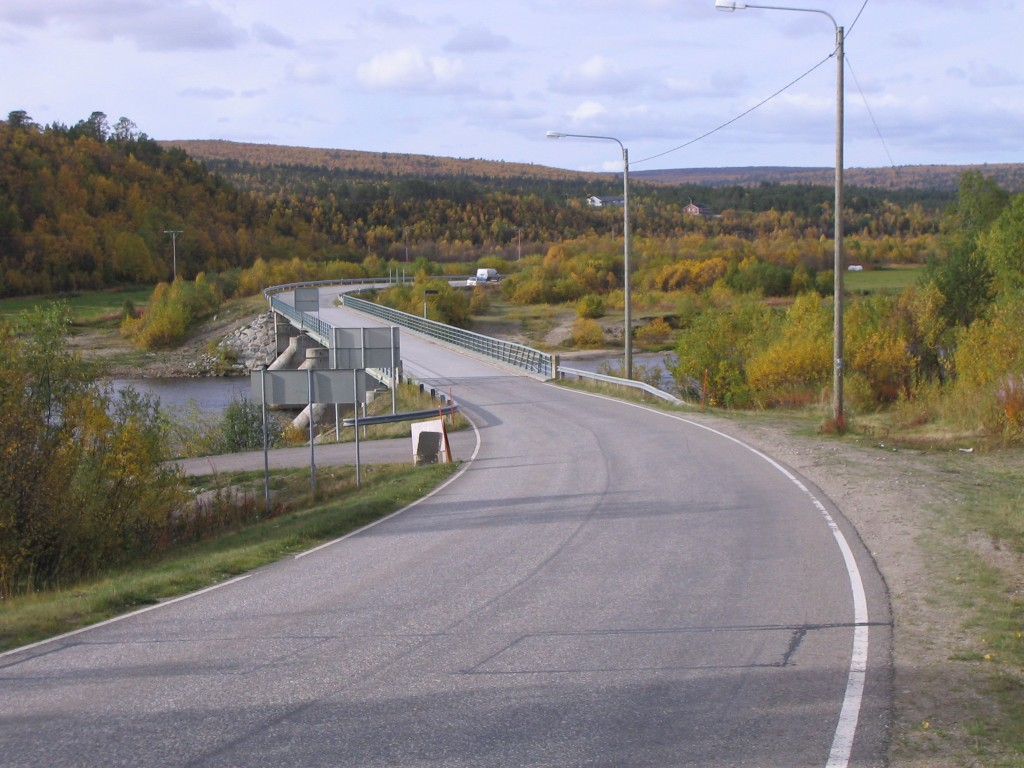
Bron över Enare älv vid norska gränsen. På andra sidan bron fortsätter vägen som riksväg 92.
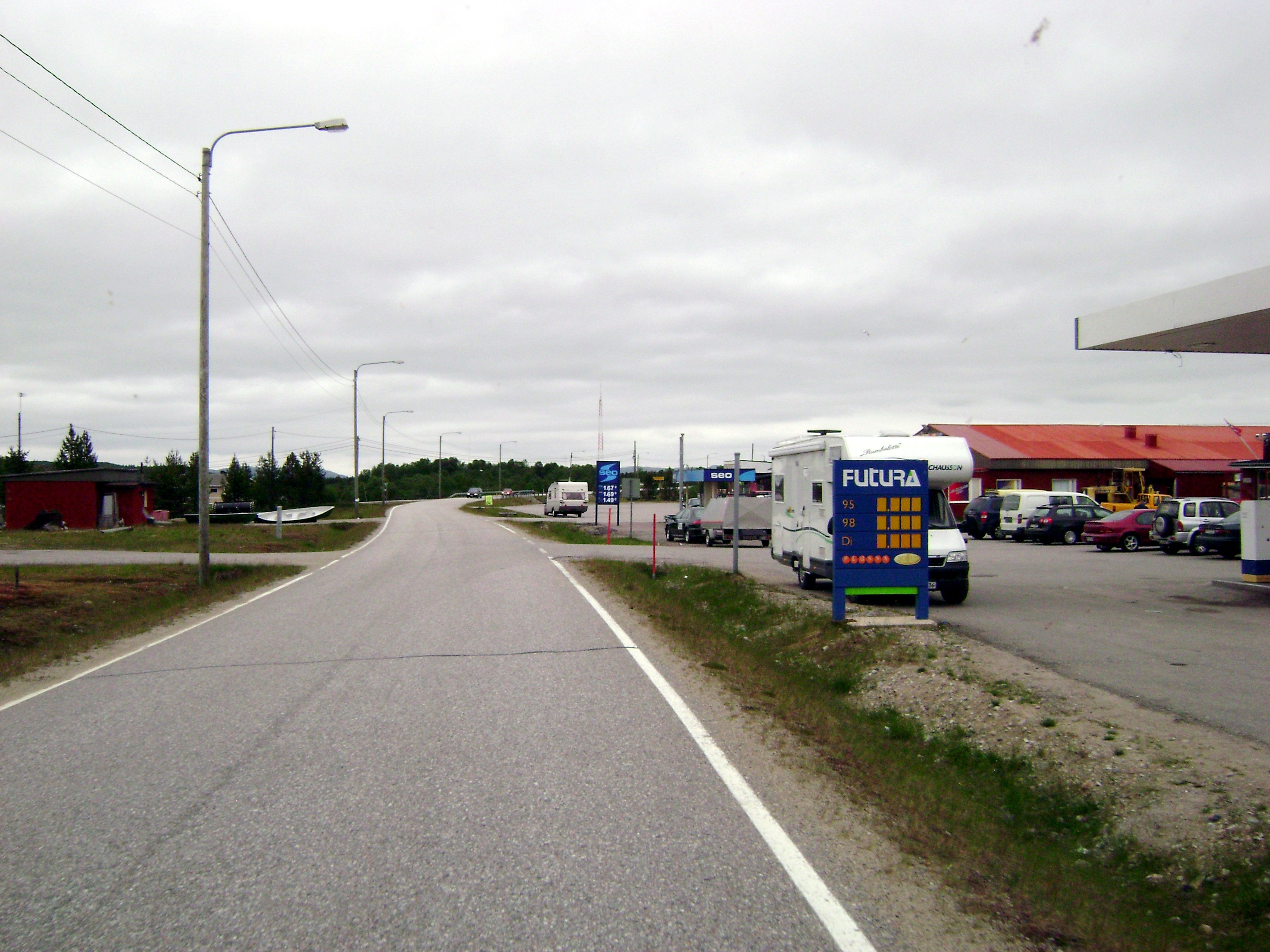
Stamväg 92 vid Näätämö.